# Paraneetroplus
Paraneetroplus – rodzaj słodkowodnych ryb okoniokształtnych z rodziny pielęgnicowatych (Cichlidae).

## Występowanie
Do rodzaju Paraneetroplus należą gatunki endemiczne dla Meksyku.

## Klasyfikacja
Gatunki zaliczane do tego rodzaju:
- Paraneetroplus bulleri Regan, 1905
- Paraneetroplus gibbiceps (Steindachner, 1864)
- Paraneetroplus nebulifer (Günther, 1860)
- Paraneetroplus omonti Allgayer, 1988